# Lemčík velký
Lemčík velký (Chlamydera nuchalis) je běžný zástupce čeledi lemčíkovitých obývající suché lesy a křovinaté porosty v blízkosti vody na rozsáhlém území severní Austrálie.
Dorůstá 33–38 cm a je celý šedý s tmavšími křídly a ocasem. Samci mají navíc na rozdíl od samic růžovou chocholku na hlavě.
Podobně jako většina ostatních druhů lemčíků staví v trsu trávy i tento druh loubí. To následně zdobí ulitami plžů a snaží se upoutat pozornost samic, které sami následně provádí inkubaci vajec a starají se i o již vylíhlá mláďata.